# Robinson Chirinos
Robinson David Chirinos González (Punto Fijo, Falcón, 5 de junio de 1984) es un ex beisbolista venezolano.
Jugó en las Grandes Ligas de Béisbol (MLB) para los Tampa Bay Rays, Texas Rangers, Houston Astros, Chicago Cubs y los Baltimore Orioles.

## Carrera
Empezó su carrera como pelotero a los 4 años en la categoría "compota", siempre apoyado por su padre Roberto Chirinos, quién "lo sacaba debajo de la cama con una almohada porque no quería ir a practicar".
Sus primeros pasos los dio con la divisa de Pelícanos en el año 1988, escuela que ayudó a fundar su progenitor. Por algunos desacuerdos entre padres y representantes, el padre de Robinson instauró su propia escuela, llamada "Estrellas de falcón" y se llevó a su hijo.
En el año 1998 jugó un torneo nacional en la ciudad de Morón, donde resultó campeón su equipo. Robinson contaba con 13 años, cuando llamó la atención de un scout del equipo Cachorros de Chicago llamado Oneri Freita.

### 2000
Posteriormente, el 2 de julio del 2000, a sus 16 años, firmó con la franquicia Cachorros sin importar la oferta que le habían hecho los Yankees de Nueva York en aquel entonces. El pelotero se mudó poco tiempo después a Estados Unidos, específicamente al estado de Arizona.
Ese mismo año también firmó con los Navegantes del Magallanes, uno de los equipos más populares de la Liga Venezolana de Béisbol Profesional.

### 2010
En 2010 debió subir con los Cachorros a MLB, pero a raíz de una fractura en su mano no pudo dar el salto a Grandes Ligas, cuando ya estaba todo planeado.
Después de la temporada 2010, fue añadido al róster de 40 jugadores de los Cachorros de Chicago.

### 2011
A principios de 2011, Chirinos fue cambiado a los Rays de Tampa Bay con Sam Fuld, Hak-Ju Lee, Brandon Guyer, y Chris Archer para Matt Garza , Fernando Pérez , y Zac rosscup .
con los que debuta en las mayores el 18 de julio del mismo año. Chirinos se convirtió en el Venezolano N.º 265 en las Grandes ligas.

### 2012
Para esta temporada 2012 Robinson Chirinos está llamado a ser el único y absoluto dueño de todos los días de la receptoría del equipo de tampa bay desde el inicio de temporada.
Chirinos conectó su primer cuadrangular de la MLB el 3 de agosto de 2011 ante los Azulejos de Toronto. También grabó su primer RBI anteriormente en este juego. Chirinos tuvo la oportunidad de hacer el gran club de la liga en 2012 fuera de los entrenamientos de primavera, pero sufrió una conmoción cerebral que le impidió jugar cualquiera de béisbol durante la temporada 2012.

### 2013
Chirinos fue cambiado a los Rangers de Texas el 8 de abril de 2013. Tuvo un papel muy limitado detrás de AJ Pierzynski como la copia de seguridad, ya que sólo jugó en 13 partidos con un promedio de bateo de .179 en 28 turnos al bate.

### 2014
Chirinos tuvo su oportunidad de comenzar con los Rangers en 2014, jugando en un récord personal de 93 partidos. Él tenía muchos más máximos de la carrera en 2014, así, con 13 cuadrangulares, 40 carreras impulsadas y un promedio de .239 de bateo.
El 7 de octubre de 2014, Robinson Chirinos fue asignado a Los Navegantes del Magallanes para jugar la temporada de La Liga Venezolana de Béisbol Profesional 2014-15.

### 2015
Chirinos se dirigió a los Rangers una vez más en 2015. Jugó bien temprano en la estación antes de colar el hombro en el primer día del mes de agosto. Volvió para la Serie Divisional contra el Toronto y bateó .273 y uno de cuadrangulares en 3 partidos jugados en una pérdida de la serie.
El 1 de agosto de 2015,	Texas Rangers colocaron a Robinson Chirinos en la lista de lesionados de 15 días retroactivo al 31 de julio de 2015. por tirón en el hombro izquierdo.
El 1 de septiembre de 2015, Texas Rangers enviaron a Robinson Chirinos en una asignación de rehabilitación con el equipo Round Rock Express de la Pacific Coast League de la Clase Triple A.

### 2016
El 10 de abril de 2016, Texas Rangers colocaron a Robinson Chirinos en la lista de lesionados de 60 días por fractura en el antebrazo derecho.
El 31 de mayo de 2016, Texas Rangers enviaron a Robinson Chirinos en una asignación de rehabilitación con el equipo Frisco RoughRiders de la Texas League de la clase Doble A.
El 5 de junio de 2016, Texas Rangers enviaron a Robinson Chirinos en una asignación de rehabilitación con el equipo Round Rock Express de la Pacific Coast League de la Triple A.
El 9 de junio de 2016, Texas Rangers activan a Robinson Chirinos de la lista de lesionados de 60 días.
El 29 de octubre de 2016, Robinson Chirinos fue asignado a Los Navegantes del Magallanes para jugar la temporada de La Liga Venezolana de Béisbol Profesional 2016-17.

### 2018
El 2 de noviembre de 2018, Los Rangers de Texas colocaron a Robinson Chirinos como agente libre. Los tejanos alegan que dejaron salir al criollo por los problemas defensivos que mostró en este 2018 y la falta de velocidad detrás del plato. Solo retiró a seis corredores de 59 intentos de robos, para un bajo promedio de .102.
El 6 de diciembre de 2018, Robinson Chirinos firmó un contrato por un año con Los Astros de Houston.